# Eva Doumbia
Pour les articles homonymes, voir Doumbia.
Eva Doumbia, née en 1968, est une metteure en scène et auteure française d'origine malienne et ivoirienne et française

## Biographie
Eva Doumbia commence par des études de lettres et de théâtre à l’université de Provence Aix-Marseille I. Elle intègre en 2001 l’Unité nomade de formation à la mise en scène. Elle y étudie auprès de Jacques Lassalle, Krystian Lupa, André Engel et Dominique Müller.
En 1999, elle crée à Marseille la compagnie La Part du pauvre. Trois ans plus tard, Doumbia crée un second groupe à Abidjan, Nana Triban, du nom de la sœur héroïque de l’empereur Soundiata Keïta, figure mythique de l’Afrique précoloniale. En 2013, elle fusionne les deux compagnies qui deviennent La Part du pauvre/Nana Triban.
L’artiste a été associée dix ans du Théâtre des Bernadines. Après avoir créé des performances à partir de ses propres textes, ou de ceux d'auteurs tels que Bertolt Brecht, Edward Bond, Alfred de Musset, s'être attachée à la découvertes d'écritures contemporaines d'Afrique (Dieudonné Niangouna, Aristide Tarnagda), elle se consacre aux textes écrits par des femmes noires, dramaturges comme romancières (Marie-Louise Mumbu, Léonora Miano, Maryse Condé, Fabienne Kanor, Jamaica Kincaid, Yanick Lahens, etc.). À partir de leurs textes, elle interroge la double histoire dont elle est l’héritière, celle de l’Afrique et celle de l’Europe. Elle met en scène cette histoire commune avec notamment Moi et Mon Cheveu, Le Cabaret capillaire (textes de Marie Louise Bibish Mumbu), Afropéennes (d'après les Écrits pour la parole de Léonora Miano) ou La Traversée (Maryse Condé, Fabienne Kanor, Yanick Lahaica, Jamaica Kincaid).
À partir de son histoire familiale et de sa position de femme qui serait, selon elle, perçue avant tout comme noire dans la société française, elle interroge les « rapports raciaux » qui, toujours selon elle, seraient nés de la colonisation française et de l'histoire de l'esclavage.
En 2012, elle met en scène "Soundiata" avec la collaboration du Badaboum Théâtre.
En 2016 paraît son premier livre Anges Fêlées, chez Vents d'Ailleurs.
Son texte Le Iench (chien en verlan) est sélectionné en 2017 par le comité de lecture du Rond-Point et lui lors des Pistes d'envols organisés par ce même théâtre.
En 2018, elle est artiste associée aux Ateliers Médicis.
Elle initie des événements de valorisations des artistes et créateurs selon ses termes « afropéens » : Africa Paris au Carreau du Temple, en 2015, puis Massila Afropea à Marseille en collaboration avec la Friche Belle de Mai, en 2016 et 2018.
Elle est membre fondatrice du collectif d'artistes Décoloniser les arts, une association présidé par Françoise Vergès qui invite à repenser les narrations dans le spectacle vivant et les arts en général. Selon l'universitaire Isabelle Barbéris, DLA serait proche des thèses du parti des Indigènes de la République, ce que contestent les intéressés.
En mai 2018, Eva Doumbia est signataire d’une pétition en collaboration avec des personnalités issues du monde de la culture appelant à boycotter la saison culturelle France-Israël, qui, selon l'objet de la pétition, servirait de « vitrine » à l'État d'Israël au détriment du peuple palestinien.
Elle participe également au Parlement des Écrivaines Francophones, initiée par l'écrivaine féministe tunisienne Fawzia Zouari, soutenu par Leïla Slimani et la Mairie d'Orléans qui se réunit pour la première fois dans cette ville les 26, 27 et 28 septembre 2018.

## Affaire judiciaire
Elle intente un procès au directeur du théâtre de la Cité à Marseille, Michel André, qu'elle accuse de propos racistes.
Le tribunal relaxe Michel André le 8 décembre 2016.

## Mises en scène
- 2002-2004 : Cancer positif 2, d’après Maison d’arrêt d'Edward Bond
- 2003-2005 : Tu ne traverseras pas le Détroit de Salim Jay
- 2004-2005 : Rue(s), textes de Dieudonné Niangouna, Brecht et Weill
- 2005 : J'aime ce pays de Peter Turrini
- 2006 : Primitifs/About Chester Himes de Kouam Tawa, d’après Chester Himes
- 2011 : Moi et mon cheveu, le cabaret capillaire de Marie-Louise Bibish Mumbu[6]
- 2012 : Soundiata, avec le Badaboum Théâtre
- 2012 : Afropéennes d'après Écrits pour la Parole et Blues pour Élise de Léonora Miano[16]
- 2014 et 2016 : La Traversée, Maryse Condé, Fabienne Kanor, Yanick Lahens, Fatoumata Sy Savané, Jamaica Kincaid[17]
- 2016 et 2017 : Performance "Communauté/Écrits pour la Parole", de Léonora Miano, avec Kettly Noel[18]
- 2018 : Badine, d'après Alfred de Musset et George Sand[19]
- 2021 : Autophagies (histoires de bananes, riz, tomates, cacahuètes, palmiers. Et puis des fruits, du sucre et du chocolat)[20]